# Dream Demon
Pour plus de détails, voir Fiche technique et Distribution.
Dream Demon est un film britannique réalisé par Harley Cokeliss, sorti en 1988.

## Synopsis
Une femme qui va bientôt se marier fait des cauchemars dans lesquels elle voit des démons. Quand il se réveille, elle découvre que ces démons sont réels et ont commis une série de meurtres.

## Fiche technique
- Titre : Dream Demon
- Réalisation : Harley Cokeliss
- Scénario : Christopher Wicking, Harley Cokeliss et Catherine de Pury (dialogues additionnels)
- Musique : Bill Nelson
- Photographie : Ian Wilson
- Montage : Ian Crafford et David Martin
- Production : Paul Webster
- Société de production : Palace Pictures, International Spectrafilm et Filmscreen Productions
- Pays :  Royaume-Uni
- Genre : Horreur et fantastique
- Durée : 89 minutes
- Dates de sortie : 
  -  Royaume-Uni : août 1988 (festival international du film d'Édimbourg)

## Distribution
- Jemma Redgrave : Diana Markham
- Kathleen Wilhoite : Jenny Hoffman
- Timothy Spall : Russell Peck
- Jimmy Nail : Paul Lawrence
- Mark Greenstreet : Oliver
- Susan Fleetwood : Dr. Deborah
- Annabelle Lanyon : Jenny enfant
- Nickolas Grace : le père de Jenny
- Patrick O'Connell : le détective
- Andrew Jones : le designer
- Richard Warner : le révérend Webb

## Accueil
Pour The Guardian, le film est doté de bons effets spéciaux mais perd un peu de vue son sujet principal : « des gens qui se hantent eux-mêmes ».

## Distinctions
Le film a été présenté en sélection officielle au festival international du film fantastique d'Avoriaz dans la section horreur et au festival Fantasporto.